# Wesoła wdówka (film 1934)
Wesoła wdówka (ang. The Merry Widow) – amerykański film z 1934 roku w reżyserii Ernsta Lubitscha.

## Obsada
- Maurice Chevalier : kapitan Danilo
- Jeanette MacDonald : Madame Sonia/Fifi
- Edward Everett Horton : ambasador Popoff
- Una Merkel : królowa Dolores
- George Barbier : król
- Minna Gombell : Marcelle
- Sterling Holloway : Mischka
- Donald Meek : służący
- Herman Bing : Zizipoff
- Akim Tamiroff : ochmistrz Maxima
- Ruth Channing : Lulu
- Henry Armetta : Turek (niewymieniony w czołówce)
- Virginia Field : więźniarka (niewymieniona w czołówce)
- Jason Robards Sr. : oficer

## Nagrody i nominacje
| Nazwa nagrody | Wygrane                                                     | Nominacje    |
| ------------- | ----------------------------------------------------------- | ------------ |
| Oscar         | 1935 Najlepsza scenografia Cedric Gibbons oraz Fredric Hope | 1935 wygrana |